# William Karlsson
William „Bill“ Karlsson (* 8. Januar 1993 in Märsta) ist ein schwedischer Eishockeyspieler, der seit Juni 2017 bei den Vegas Golden Knights in der National Hockey League unter Vertrag steht. Mit dem Team gewann der Center in den Playoffs 2023 den Stanley Cup. Mit der schwedischen Nationalmannschaft errang er zudem die Goldmedaille bei der Weltmeisterschaft 2017.

## Karriere

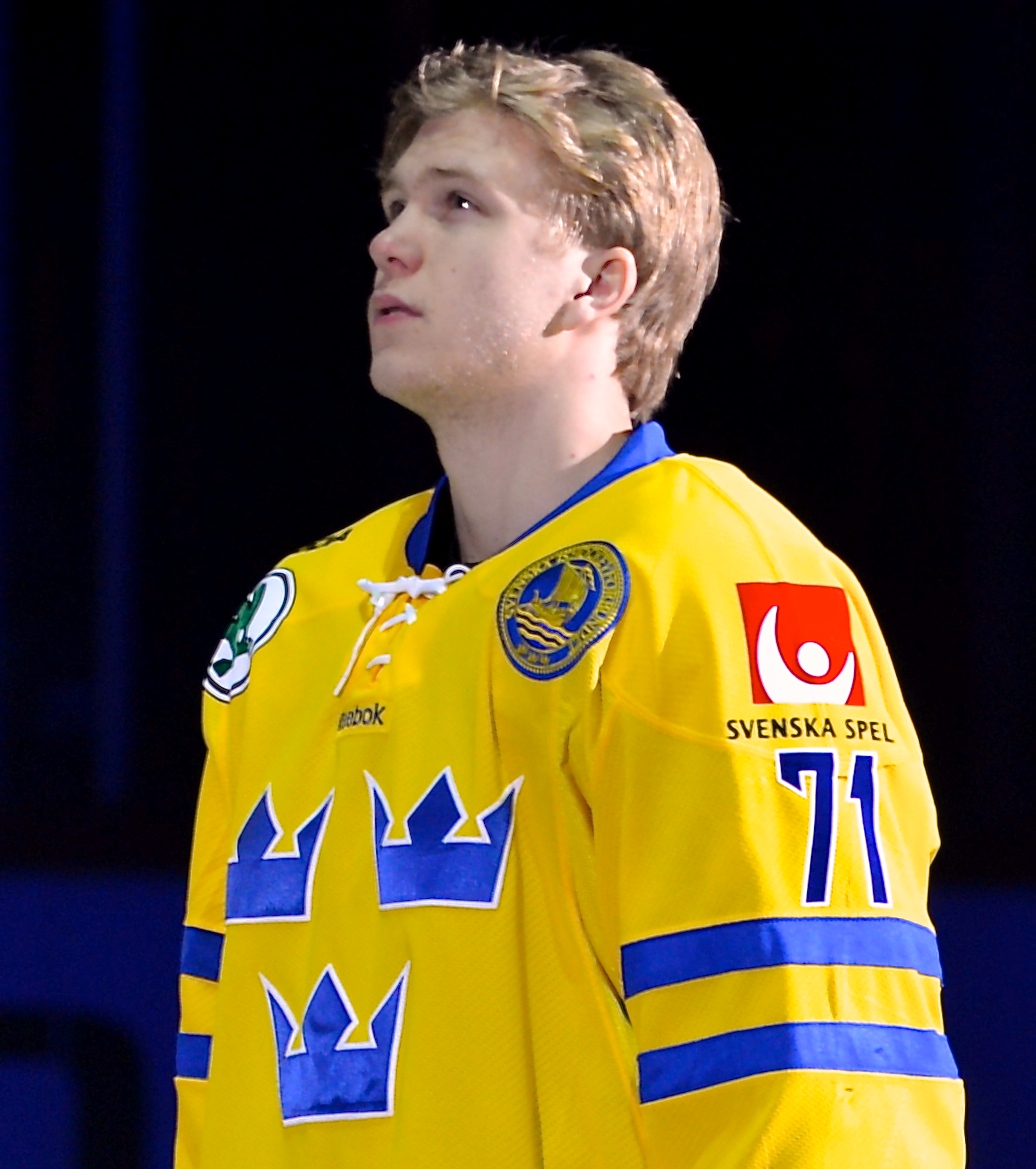
Karlsson im Trikot der schwedischen Nationalmannschaft (2014)

William Karlsson begann seine Karriere als Eishockeyspieler in der Nachwuchsabteilung des Arlanda Wings HC. Von dort aus wechselte er 2009 zum VIK Västerås HK, für dessen Profimannschaft er in der Saison 2010/11 sein Debüt in der HockeyAllsvenskan, der zweiten schwedischen Spielklasse, gab. In seinem Rookiejahr erzielte er in 14 Spielen ein Tor und gab drei Vorlagen. Anschließend wurde er im NHL Entry Draft 2011 in der zweiten Runde als insgesamt 53. Spieler von den Anaheim Ducks ausgewählt. Zur Spielzeit 2012/13 wurde er vom schwedischen Erstligisten HV71 unter Vertrag genommen. In seiner Rookiesaison kam er in 50 Vorrunden-Partien der Elitserien zum Einsatz, wobei der Linksschütze vier Tore und 24 Assists verbuchte; außerdem wies er einen Wert von +17 in der Plus/Minus-Bilanz auf. Im Mai 2013 wurde Karlsson von den Anaheim Ducks mit einem dreijährigen Einstiegsvertrag ausgestattet.
Nachdem er die Saison 2013/14 leihweise bei HV71 verbracht hatte und dort als Assistenzkapitän aufgelaufen war, debütierte Karlsson anschließend für die Norfolk Admirals in der American Hockey League. In der Saison 2014/15 kam er auch zu ersten Einsätzen für die Anaheim Ducks, die ihn allerdings im März 2015 samt René Bourque und einem Zweitrunden-Wahlrecht im NHL Entry Draft 2015 an die Columbus Blue Jackets abgaben. Die Ducks erhielten im Gegenzug James Wisniewski und ein Drittrunden-Wahlrecht im gleichen Draft.
Mit Beginn der Saison 2015/16 etablierte sich der Schwede im NHL-Aufgebot der Blue Jackets. Im Juni 2017 wurde er jedoch im NHL Expansion Draft 2017 von den Vegas Golden Knights ausgewählt. Zusätzlich erhielt Vegas ein Erstrunden-Wahlrecht für den NHL Entry Draft 2017 sowie ein Zweitrunden-Wahlrecht für den NHL Entry Draft 2019 von den Jackets und übernahm im Gegenzug den Vertrag von David Clarkson.
Bei den Golden Knights steigerte der Schwede seine Leistungen deutlich, so erzielte er 43 Tore sowie 78 Scorerpunkte und führte seine Mannschaft damit in ihrer ersten NHL-Saison in beiden Statistiken an. Darüber hinaus erreichte mit +49 die beste Plus/Minus-Statistik der gesamten Liga und wurde daher (inoffiziell) mit dem NHL Plus/Minus Award geehrt. In den anschließenden Playoffs stießen die Golden Knights bis ins Finale vor, unterlagen dort allerdings den Washington Capitals. Darüber hinaus wurde Karlsson im Rahmen der NHL Awards 2018 mit der Lady Byng Memorial Trophy ausgezeichnet, die hohen sportlichen Standard und vorbildliches Benehmen ehrt. Wenig später erhielt er zudem aus seiner schwedischen Heimat den Viking Award.
An diese Leistungen konnte er in der Spielzeit 2018/19 mit 56 Punkten nur teilweise anknüpfen, jedoch unterzeichnete er im Juni 2019 dennoch einen neuen Achtjahresvertrag bei den Golden Knights, der ihm ein durchschnittliches Jahresgehalt von 5,9 Millionen US-Dollar einbringen soll. In den Playoffs 2023 gelang der erneute Finaleinzug, wobei das Team durch einen 4:1-Erfolg über die Florida Panthers seinen ersten Stanley Cup der noch jungen Franchise-Geschichte gewann.

### International
Für Schweden debütierte Karlsson bei der U18-Weltmeisterschaft 2011, bei der er mit seiner Mannschaft die Silbermedaille gewann. Auf U20-Niveau folgten eine Gold- und eine Silbermedaille bei den U20-Weltmeisterschaften 2012 und 2013, bevor Karlsson im Rahmen der Euro Hockey Tour 2013/14 bei den Herren seinen Einstand gab.
Bei der Weltmeisterschaft 2017 gewann Karlsson mit den Tre Kronor die Goldmedaille. Des Weiteren fügte er bei der Weltmeisterschaft 2025 seinen Erfolgen eine Bronzemedaille hinzu.

## Erfolge und Auszeichnungen
| - 2013 Årets nykomling - 2018 NHL Plus/Minus Award (nicht offiziell vergeben) - 2018 Lady Byng Memorial Trophy | - 2018 Viking Award - 2023 Stanley-Cup-Gewinn mit den Vegas Golden Knights |

### International
| - 2011 Silbermedaille bei der U18-Junioren-Weltmeisterschaft - 2012 Goldmedaille bei der U20-Junioren-Weltmeisterschaft - 2013 Silbermedaille bei der U20-Junioren-Weltmeisterschaft | - 2017 Goldmedaille bei der Weltmeisterschaft - 2025 Bronzemedaille bei der Weltmeisterschaft |

## Karrierestatistik
Stand: Ende der Saison 2024/25

### International
Vertrat Schweden bei:
| - U18-Junioren-Weltmeisterschaft 2011 - U20-Junioren-Weltmeisterschaft 2012 - U20-Junioren-Weltmeisterschaft 2013 | - Weltmeisterschaft 2017 - Weltmeisterschaft 2025 |

(Legende zur Spielerstatistik: Sp oder GP = absolvierte Spiele; T oder G = erzielte Tore; V oder A = erzielte Assists; Pkt oder Pts = erzielte Scorerpunkte; SM oder PIM = erhaltene Strafminuten; +/− = Plus/Minus-Bilanz; PP = erzielte Überzahltore; SH = erzielte Unterzahltore; GW = erzielte Siegtore; 1 Play-downs/Relegation; Kursiv: Statistik nicht vollständig)